# (3487) Edgeworth
(3487) Edgeworth es un asteroide perteneciente al cinturón de asteroides, descubierto el 28 de octubre de 1978 por Henry Lee Giclas desde la Estación Anderson Mesa (condado de Coconino, cerca de Flagstaff, Arizona, Estados Unidos).

## Designación y nombre
Designado provisionalmente como 1978 UF. Fue nombrado Edgeworth en honor al ingeniero y astrónomo irlandés Kenneth Edgeworth.